# Alignement de Rongouët
L'alignement de Rongouët est un alignement mégalithique situé à Nostang dans le département français du Morbihan.

## Localisation
Cet alignement est situé dans le sud de la commune, à 800 m à l'ouest du lieu-dit Rongouët, dans une zone non bâtie. 

## Historique
Plusieurs menhirs de cet alignement ont été brisés dans les années 1870 et réemployés dans la construction du clocher de l'église de Nostang. En 1881, l'abbé Jean-François Luco compte 23 menhirs, certains couchés, d'autres encore dressés.

## Description
L'alignement est composé d'une vingtaine de menhirs en granite, dont la plupart sont couchés. Ils s'étendent sur environ 200 m de longueur, avec une orientation d'ensemble est-ouest (azimut 90°). Les derniers menhirs, à l'ouest, sont aujourd'hui situés dans la vasière du Gouarde.
Plusieurs dolmens ruinés sont visibles à 100 m à l'est.